# Pavuna
Pavuna è un quartiere (bairro) della Zona Nord della città di Rio de Janeiro in Brasile.

## Amministrazione
Pavuna fu istituito come bairro a sé stante il 23 luglio 1981 come parte della omonima Regione Amministrativa XXV del municipio di Rio de Janeiro.